# Newsteadia mauritiana
Newsteadia mauritiana är en insektsart som beskrevs av Mamet 1943. Newsteadia mauritiana ingår i släktet Newsteadia och familjen vaxsköldlöss. Inga underarter finns listade i Catalogue of Life.